# Taccjana Ivinskaja
Taccjana Michajlaŭna Ivinskaja, coniugata Belašapka (in bielorusso Таццяна Міхайлаўна Івінская-Белашапка?; Vicebsk, 27 marzo 1958), è un'ex cestista sovietica.

## Carriera
Con l'Unione Sovietica ha disputato i Giochi olimpici di Mosca 1980, i Campionati mondiali del 1983 e i Campionati europei del 1985.